# 13.ª Unidad Expedicionaria de Marines
La 13.ª Unidad Expedicionaria de Marines (en inglés: 13th Marine Expeditionary Unit (13th MEU), es una de las siete unidades expedicionarias que existen actualmente en el Cuerpo de Marines de los Estados Unidos. La componen unos 2200 hombres, repartidos entre un batallón de infantería blindada, un escuadrón de helicópteros de combate, un grupo de apoyo logístico y un puesto de mando.

## Unidades subordinadas
- Elemento Terrestre: 1.er Batallón, 4.º Regimiento
- Elemento Aéreo: 163.er Escuadrón de Helicópteros (HMM-163)
- Elemento Logístico: 13.er Batallón de Logística

## Historia

### Primeros años
La 13.ª Unidad Expedicionaria de Marines (MEU), originalmente, 13.ª Unidad Anfibia de Marines se activó en Camp Pendleton, California, el 1 de febrero de 1985. El 5 de febrero de 1988 sería renombrada como 13.ª MEU. Es una de las tres unidades expedicionarias de la Costa Oeste que realizan sus despliegues periódicos en algunas de las regiones del Pacífico Occidental, el Océano Índico y el Golfo Pérsico. La 13.ª Unidad ha experimentado una serie de primicias. Fue la primera MEU en desplegar con los aerodeslizadores Landing Craft Air Cushion (LCAC), una sección completa de M1097 Avenger y la primera en repostar los vehículos en tierra desde un CH-53E.